# Shimuravarietet
Inom talteori är en Shimuravarietet en högredimensionell analogi av en modulär kurva som uppstår som en kvot av ett hermiteskt symmetriskt rum med en kongruensdelgrupp av en reduktiv algebraisk grupp definierad över Q. Termen "Shimuravarietet" används även i det högredimensionella fallet, och i det endimensionella fallet talar man om Shimurakurvor. Hilbert-modulära ytor och Siegel-modulära varieteter är bland de mest kända klasserna av Shimuravarieteter.
Specialfall av Shimuravarieteter introducerades av Goro Shimura i samband med hans generalisering av teorin av komplex multiplikation. Shimura bevisade att emedan de är definierade analytiskt, är de i verkligheten aritmetiska objekt, i den meningen att de har modeller definierade över en talkropp, reflexkroppen av Shimuravarieteten. På 1970-talet satte Pierre Deligne Shimuras arbete i en axiomatisk ram. Ungefär samtidigt anmärkte Robert Langlands att Shimuravarieteter är naturliga exempel på objekt där ekvivalensen mellan motiviska och automorfa L-funktioner postulerat i Langlandsprogrammet kan testas. Automorfa former realiserade i kohomologin av Shimuravarieteter är lättare att undersöka än allmänna automorfa former; speciellt finns det en konstruktion som associerar Galoisrepresentationer till dem.